# شارع العينية
يقع شارع العينية القديم في المدينة المنورة داخل السور الداخلي للمدينة المنورة في الجهة الجنوبية الغربية من المسجد النبوي الشريف ويمتد من ميدان باب السلام شرقاً إلى شارع المناخة غرباً بين سوقي الشروق جنوباً وسوق القفاصة شمالاً. وهو ; كان من شوارع المدينة الرئيسية ومن أعظمها وأحدثها آنذاك ويمتاز بأن جميع متاجره وأروقته مبنية بالحجارة كما أن أرضيته مرصوفة بالحجارة أيضاً وكان يستعمل للمشاة وفي بعض الأحيان تدخله عربات الكاروا ويبلغ طوله
نحو 300 م وعرضه نحو 20 م. وسمي الشارع بهذا الاسم نسبة للشيخ العيني صاحب بلاد العينية المجاورة وقد تم إنشاؤه في عهد الوالي العثماني فخري باشا ما بين عامي 1330 و 1337هجرية . ويصل بينه وبين شارع الساحة من جهة الشمال ما يلي..
ـ رحبة القباني المفضية إلى شارع باب الرحمة. ـ زقاق كومة حشيفة. ويتفرع منه على يسار المتجه غرباً.. ـ شارع السوق. ـ زقاق العيينة. ـ حوش عرفة. ـ وعند التقائه مع المناخة يوجد على جانبيه مجموعة من الأسواق التجارية ملأى بالبضائع المختلفة الأنواع.